# 空港駅 (光州広域市)
空港駅（くうこうえき）は、大韓民国光州広域市光山区新村洞にある光州都市鉄道1号線の駅である。駅番号は(115)。光州空港の最寄り駅。

## 駅構造
- 相対式ホーム2面2線の地下駅。

## 駅周辺

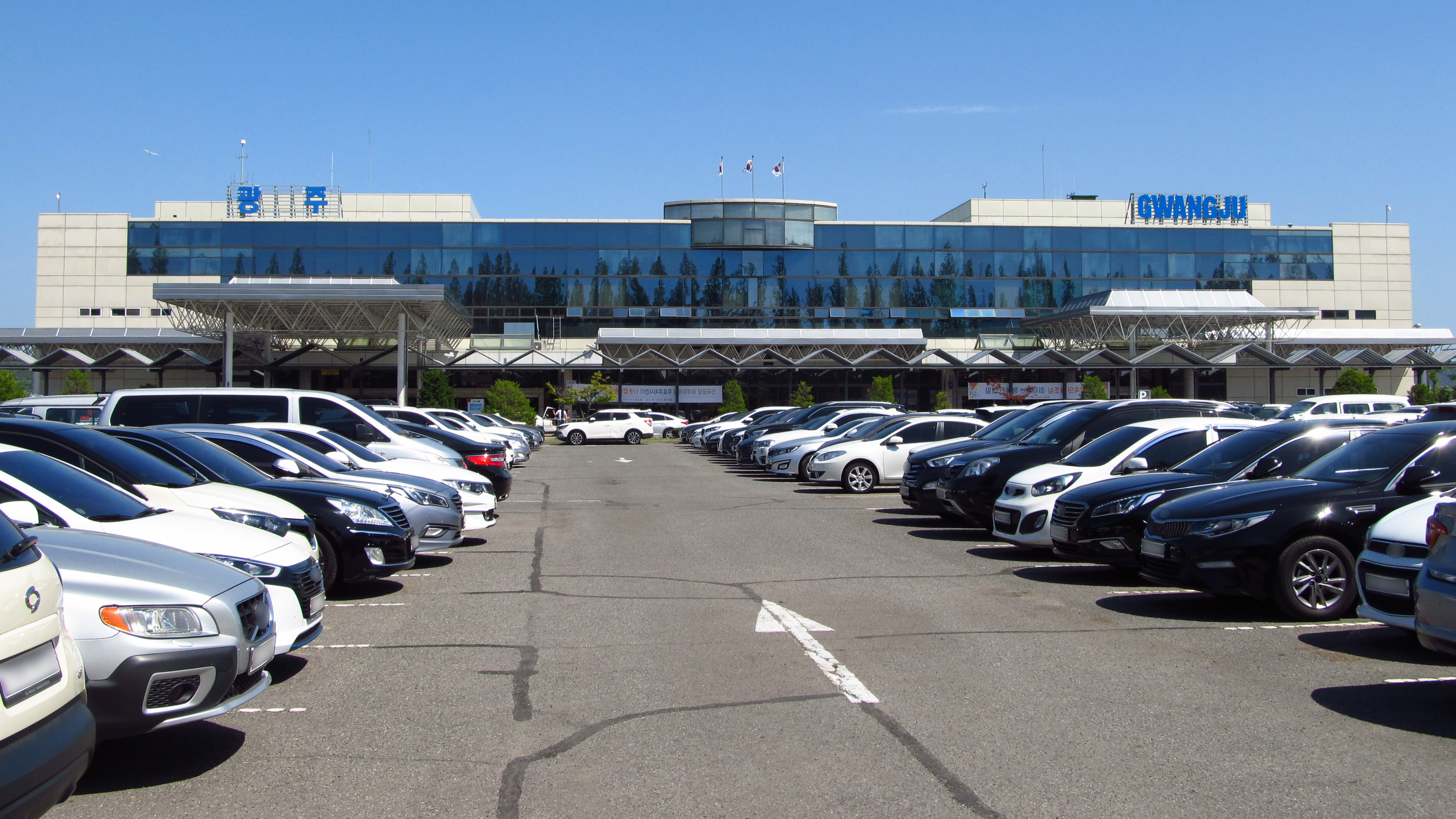
光州空港
2021年までに閉鎖予定

- 光州空港
- 松汀東初等学校
- IYF光州文化体育センター
- 光州情報高等学校

## 歴史
- 2008年4月11日 - 開業。

## 隣の駅
光州交通公社
●1号線
金大中コンベンションセンター駅 (114) -  空港駅 (115) - 松汀公園駅 (116)